# 二条栄子
二条 栄子（にじょう えいし/えいこ）は、鎌倉時代後期から南北朝時代にかけての女性。後醍醐天皇の女御。

## 生涯
関白左大臣を務めたこともある二条道平と、従二位蔭子（藤原蔭子）との間に誕生（『皇代暦』巻4「後醍醐天皇」）。
建武の新政が始まって約半年後の元弘3年（1333年）12月28日、後醍醐天皇の女御となった（『皇代暦』巻4「後醍醐天皇」、原文では「元弘二年」だが『大日本史料』編纂者により訂正）。これは後醍醐皇女の祥子内親王が伊勢神宮斎宮に卜定（決定）したのと同じ日である（『皇代暦』巻4「後醍醐天皇」）。
延元4年/暦応2年8月16日（1339年9月19日）に後醍醐が崩御した後、その年の10月に、慈道法親王（後醍醐の叔父）のもと落飾（出家）した（『風雅和歌集』雑下）。このとき、慈道が哀しみのあまり詠んだ歌が『風雅和歌集』雑下に入集している。尊円法親王（慈道の次の代の青蓮院門跡）も返し歌を詠んでいる。
安福殿と称した（『尊卑分脈』）。その後は不明。